# 三船雅彦
三船 雅彦（みふね まさひこ、1969年1月8日 - ）は、京都府城陽市出身の自転車プロロードレース選手。過去に欧州で活躍し、ロンド・ファン・フラーンデレンなどに日本人として初めて出場した。現在は株式会社マッサエンタープライズ代表。

## プロレーサーとして
中学生時に自転車ロードレースに興味を持ち、自転車部のある花園高校に進学。本格的に競技を始める。インターハイや近畿大会で入賞。1987年、高校卒業とともにプロを目指してオランダへ渡る。1989年に一旦日本に戻って国内実業団チームで活動し、全日本選手権6位、ツールド北海道総合9位などの成績を残す。1992年に再びオランダへ。1994年、念願のプロチーム入りを果たすが、この時はチームが活動開始前に予算不足で解散したため、この年は個人選手として活動する。1995年にようやくF.S.MAESTROと契約。本格的にプロロード選手として活動を開始。1997年からはTonissteinerに移籍。実質的に同じチームであるLandbouwkrediet時代と含めて、このチームに合計6年在籍。この時にロンド・ファン・フラーンデレン（ツール・ド・フランドル）に日本人として初めて出場している。春のクラシックレースシーズンではリエージュ～バストーニュ～リエージュに3回、ヘント～ウェヴェルヘムに6回、デパンヌ3日間に2回、そのほかにもヘットフォルクやE3などにも出場。秋のクラシックレースシーズンではトップ10入りも複数回果たしている。
2003年からミヤタスバルに移籍し、国内に戻って活動を継続。2004年には香港サイクルクラシック（この時はマルコ・ポーロとスポット契約）で優勝。ツアー・オブ・サウスチャイナシー第2ステージでも勝利。2005年も、3DAYSROAD熊野第1、第3ステージで勝利した。2007年にマトリックス・パワータグに移籍。2008年に引退を表明したが、この年のツアー・オブ・タイランド第2ステージで勝利した。シクロクロスの分野でも実力が高く、2000-2001年シーズン全日本選手権を制覇し世界選手権に5度選出されている。ロードでの引退レースはツアー・オブ・サウスチャイナシー。選手としては2009年の関西シクロクロス第10戦であった。プロアマ期間通じて1500回のレース経験があり、入賞回数も200回を数える。

## 引退後
引退後は関西を中心に日本各地のブルベに積極的に参加しており、ブルベの最高峰と言われるパリ・ブレスト・パリにも2011年から3回連続で参加している。
- 2011年のパリ・ブレスト・パリに初参加[1]。サポートなしの単独参加でハンガーノックに苦しみながら53時間16分でゴールしている。この記録は歴代日本人最速であった[1]。
- 2015年のパリ・ブレスト・パリでは、前回の反省を生かして数名のサポート隊を個人的に手配し[1]、43時間23分でゴールし日本人最速タイムを更新した[1]。バイクはリドレーのヘリウムを使用した[1]。

## 指導者として
- 2005年より若手育成を目的としたクラブチーム、「チームマサヒコミフネドットコム」を設立[2]。
- 2009年、自身の現役引退後は「TEAM MASSA・FOCUS・OUTDOORPRODUCTS」と改称。2016年2月のチーム解散まで代表として運営を行っていた。

- ベルギーでの活動実績を元に、日本のCS放送でのロードレース中継で主に春のクラシックレースでのゲスト解説を行う。現在でもクラシックレースで実績のある日本人選手は少なく、その経験談や地理感などは非常に貴重なものとなっている。

- 2011年より愛媛県自転車競技連盟の外部コーチを担当、愛媛国体に向けた強化に携わっている。

- 2015年、日本体育協会公認スポーツ指導者（自転車競技）の資格を取得。
- 各地でロードやシクロクロスのライドスクールなどを開催。速く走るだけではなく、「安全に速くスムーズに」をモットーに活動している。